# IIHF University Challenge Cup of Asia 2010
IIHF University Challenge Cup of Asia 2010 byl první asijský universitní turnaj v ledním hokeji. Konal se od 12. do 14. května 2010 v Kojangu nedaleko Soulu v Jižní Koreji. Turnaje se zúčastnila tři družstva, která hrála jednokolově každé s každým v hale Kojang SPART Complex Arena s kapacitou 3400 míst. Vítězství si připsali junioři Japonska před juniory domácí Jižní Koreje a juniory Číny.

## Výsledky
|    |             | Japonsko | Jižní Korea | Čína | V | VP | PP | P | VG | OG | B |
| F  | Japonsko    | ***      | 5:4         | 15:1 | 2 | 0  | 0  | 0 | 20 | 5  | 6 |
| F  | Jižní Korea | 4:5      | ***         | 4:3  | 1 | 0  | 0  | 1 | 8  | 8  | 3 |
| 3. | Čína        | 1:15     | 3:4         | ***  | 0 | 0  | 0  | 2 | 4  | 19 | 0 |